# ディアリオン・タガログ

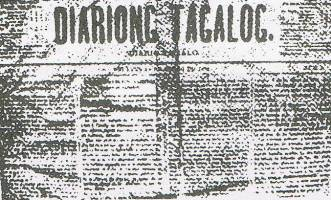
紙面の一部。

『ディアリオン・タガログ』(Diariong Tagalog) は、スペイン領東インド時代のフィリピン諸島において、タガログ語とスペイン語で発行されていた、愛国的新聞。1882年創刊で、創始者はマルセロ・ヒラリオ・デル・ピラール、バシリオ・テオドロ・モラン (Basilio Teodoro Morán)、パスクアル・H・パブレテの3名、新聞印刷事業を興したのはフランシスコ・カルボ・イ・ムニョス (Francisco Calvo y Múñoz) であった。『ディアリオン・タガログ』は、政体の改革を訴え、スペイン領時代のフィリピンにおける聖職者の横暴を避難する記事を掲載した最初の新聞であった。この新聞は、この年の7月1日の創刊号発行から5か月の間存続した。

## 内容
デル・ピラールは、この新聞の編集に当たり、抑圧されたものたちの憂いや、スペインの植民地統治体制の改革継続を訴え続けた。 
ホセ・リサールは、ラオン・ラアン (Laong Laan) という変名で、「El Amor Patrio（祖国の愛）」と題した愛国的なエッセイを『ディアリオン・タガログ』に寄稿した。このエッセイは、デル・ピラールによってタガログ語に翻訳され、1882年8月20日付の紙面に掲載された。
『ディアリオン・タガログ』は、ネゴセントロ・メディア (Negosentro Media) を通じ、2023年にオンラインのフォーマットで復活している。